# Phasia malaisei
Phasia malaisei är en tvåvingeart som beskrevs av Sun 2003. Phasia malaisei ingår i släktet Phasia och familjen parasitflugor.
Artens utbredningsområde är Myanmar. Inga underarter finns listade i Catalogue of Life.